# Miklós Fehér
Miklós Fehér (Tatabánya, Mađarska, 20. srpnja 1979. – Guimarães, Portugal, 25. siječnja 2004.) je bio mađarski nogometaš.
Karijeru je počeo u Györu 1995. godine, a nastavio je u Portu, Salgueirosu i Sportingu iz Brage prije nego što je 2002. godine prešao u Benficu. Za nacionalnu selekciju debitirao je u listopadu 1998. u utakmici protiv Azerbajdžana. Za svoju reprezentaciju u karijeri je postigao 7 zgoditaka u 25 susreta.

## Tragična smrt
Tragično je preminuo tijekom utakmice svoga kluba, Benfice, protiv Vitórie iz Guimarãesa 25. siječnja 2004. Pri vodstvu Benfice od 1:0, Fehér je dobio žuti karton, nasmijao se na odluku suca, a potom se srušio na travu i nepomično ležao. Uvidjevši što se dogodilo, njegovi suigrači su plakali i u nevjerici gledali njegovo tijelo. Hitna pomoć stigla je nakon desetak minuta, a kako je kišilo, liječnicima je trebalo još toliko vremena kako bi ga osušili i dali elektrošokove. No, nije mu bilo pomoći.
U sjećanje na njega, Benfica je umirovila broj 29 koji je nosio igravši za taj klub.

## Nastupi i zgoditci
- 1995. – 1998. Győr ETO FC - 62/23
- 1998. – 2002. FC Porto - 10/1
- 2000. – 2002. FC Porto B - 7/2
- 2000. – 2000. SC Salgueiros - 14/5
- 2000. – 2001. Sporting Braga - 26/14
- 2002. – 2004. SL Benfica - 29/7